# 大洞精岛
28°07′53″N 121°29′00″E / 28.13126°N 121.48335°E
大洞精岛，是中华人民共和国浙江省台州市玉环市鸡山乡辖下的一个岛屿。

## 特点
大洞精岛位于外龙眼礁西南方约6海里处，其上设有灯桩。岛东西两侧各有一海蚀洞，高、宽、深均在10米以上，洞口有一柱状礁石海蚀柱。岛东北方有小洞精岛。